# Dohoda o pracovní činnosti
Dohoda o pracovní činnosti (DPČ, někdy též DOPČ) je v českém pracovním právu zvláštní forma základního pracovněprávního vztahu – vztahu mezi zaměstnavatelem a zaměstnancem, která není pracovním poměrem. DPČ je upravená zákoníkem práce. Zaměstnavatel má zajišťovat plnění svých úkolů především zaměstnanci v pracovním poměru, pracovní vztahy mimo pracovní poměr by tedy měly být využívány pouze například pro příležitostné brigádníky. Podobným pracovněprávním vztahem je též dohoda o provedení práce, která je vhodnější pro činnost spíše jednorázového charakteru. Naopak např. smlouva o dílo je již značně odlišná, protože nejde o pracovněprávní vztah s jistým garantovaným obsahem, ale o klasickou občanskoprávní smlouvu mezi objednatelem (de facto klientem/zákazníkem) a zhotovitelem díla (de facto podnikatelem/živnostníkem), tedy nikoli o vztah zaměstnavatele a zaměstnance, ale dodavatele a odběratele.
Dohoda musí být uzavřena písemně a musí v ní být uvedeny sjednané práce, sjednaný rozsah pracovní doby a doba, na kterou se dohoda uzavírá.
Ve srovnání s řádným pracovním poměrem jsou omezena některá práva zaměstnance i zaměstnavatele, například výpovědní lhůta trvá jen 15 dní. Nelze ji však uzavřít pro práci v rozsahu překračujícím v průměru polovinu stanovené týdenní pracovní doby. Je proto vhodná např. pro pravidelné servisní či úklidové služby. Lze ji uzavřít i na dobu neurčitou.
U dohody o pracovní činnosti vzniká povinnost zaměstnavatele strhávat pojistné na sociální a zdravotní pojištění tehdy, když měsíční odměna dosáhne částky 3 500 Kč (platí k roku 2021) Zdanění se řídí skutečností, zda je sepsáno prohlášení k dani.